# Ranunculus mexiae
Ranunculus mexiae Duch. – gatunek rośliny z rodziny jaskrowatych (Ranunculaceae Juss.). Występuje naturalnie w Meksyku. Izotyp został zebrany w 1927 roku w górach Sierra Madre Zachodnia na wysokości 1500 m n.p.m.